# Braj-Bhakha
Braj-Bhakha oder Braj Bhasha ist eine indoarische Sprache im Norden Indiens. Sie wird zumeist als eine westliche Mundart des Hindi gesehen und ist Volkssprache in einem Teil des nordwestindischen Bundesstaates Uttar Pradesh (der Landschaft Braj) und der Städte Agra, Mathura, Aligarh und Delhi. Sie leitet sich von den mittelindischen Sprachen (Prakrit) her, genauer aus Shauraseni. Als Sprache der mogulischen Hauptstadt Agra hat sie das Urdu mit beeinflusst, denn indische Namen erscheinen im Urdu meist in ihrer Braj-Bhasha-Form (z. B. Bisn für Vishnu).
Vor der Standardisierung des Hindi im späten 19. Jh. war Braj Bhasha eine Literatursprache und ein wichtiges Medium für die Bhakti-Religiosität im Westen Indiens. Vor allem Themen wie die Radha-Krishna-Mystik wurden in Gedichten auf Braj Bhasha behandelt, denn Krishna soll in Braj aufgewachsen sein. Daneben gibt es auch Gedichte zu islamischer Mystik. Surdas und Amir Chusrau sind berühmte Dichter der Brajsprache.
Die Sprecherzahl beträgt heute etwa 44.000.